# Cassida lineola
Cassida lineola — жук підродини щитоносок з родини листоїдів.

## Поширення
Зустрічається в Палеарктичному регіоні від Франції до Японії і в Східному макрорегіоні — на півдні Тайваню.

## Екологія та місцеперебування
Кормовими рослинами є деякі види айстрових (Asteraceae): полин гіркий (Artemisia absinthium), полин австрійська (Artemisia austriaca), полин польова (Artemisia campestris) і полин віникова (Artemisia scoparia).